# 爱的罗曼斯
爱的罗曼史（Romance d'Amour），原名无名氏的罗曼史（Romance Anónimo），西班牙吉他名曲之一。
该曲的作者尚有争论，目前的版权归属纳西索·耶佩斯所有，他在1952年使用该曲为法国电影《被禁止的游戏》作为主题曲，据他声称，该曲最初作于1934年时年7岁之时。但文森特·戈麦斯早在1941年的美国电影《血和沙》中，便已使用过相同的旋律，因此也自称为该曲的作者。
但文献显示，早在19世纪，类似的曲调便已出现，一份手稿标示作者为安东尼奥·鲁比拉，另一份则注明该曲为费尔南多·索尔所作。